# 郡 (アメリカ合衆国)

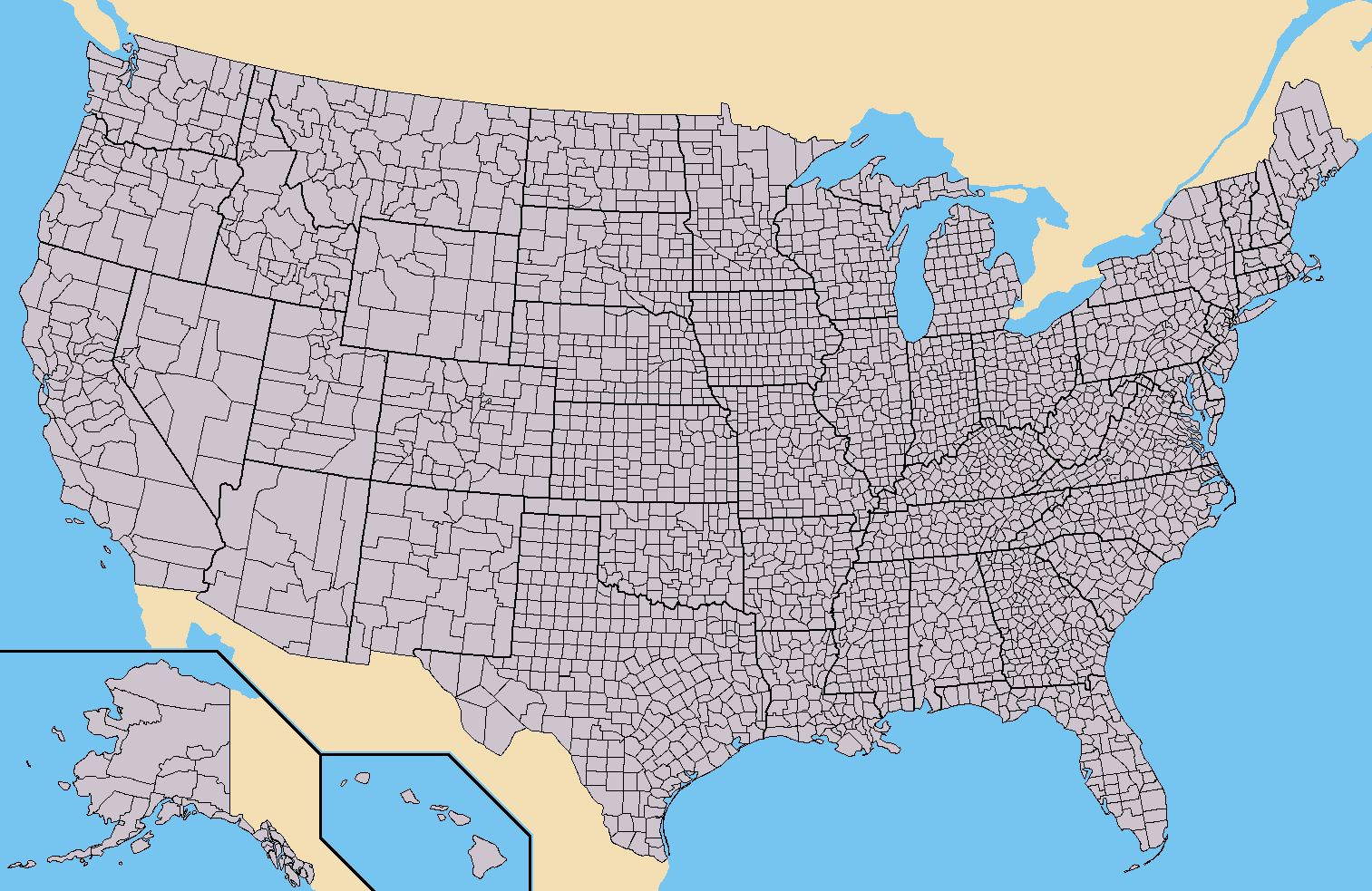
アメリカ合衆国の郡境（細線）

郡（ぐん、英語: county、英語発音: [ˈkauni] カウンティ）は、アメリカ合衆国で州と基礎自治体の間にある地方行政区分である。

## 地位
郡は州の下位行政区分である。郡の権限や基礎自治体との関係は州ごとに異なる。通常は、1つ以上の都市、郡区や町、さらにそれ以外の自治単位を域内に含んでいるが、これには例外もある。
郡長、郡役所（郡庁ともいう）、郡議会、郡警察（もしくは郡保安官事務所）などを備えた実体的な地方行政組織であることが多いが、コネティカット州やロードアイランド州の郡は自治権を持たない地図上の区分にすぎない。一方、ハワイ州の郡は下位の行政単位がなく、相当な権限をもっている。

## 種類と数
50州中、48州が郡 county を置いている。
アメリカ合衆国にある郡の数は3007であり、郡相当の地域 (county-equivalent) を合わせると3141である。
2州（ルイジアナ州とアラスカ州）には county がなく、実質的に同じ行政単位としてルイジアナ州には64の parish、アラスカ州の一部には19のバラ (borough) がある。これらは county-equivalent であり、また、日本語では county と区別せず郡と訳す。
48州のなかにも county がない地域がある。ただし、それらの地域には、国勢調査局により、郡と同等に扱われる county-equivalent（国勢調査局の正式な用語では statistically equivalent entities）が認められており、アメリカ合衆国全土がいずれかの county か county-equivalent に属すようになっている。
これらを含めると、アメリカ合衆国には3088郡があり、平均すると州あたり62郡である。最も郡の少ないデラウェア州は3郡、最も多いテキサス州は254郡である。
この他にも、郡とはあまり訳されない county-equivalent がある。
- 41の独立市は（日本の市と同様）郡に属さず直接に州に属すので、単独で county-equivalent となる。41独立市の内訳は、メリーランド州ボルチモア市、ネバダ州カーソンシティ、ミズーリ州セントルイスの3市と、バージニア州の38市である。バージニア州では法律により、全ての市が独立市となる。なお、似た制度の市郡  (consolidated city-county)  は、市でもあり郡でもある自治体で、独立市のような county-equivalent ではなく正規の郡である。
- ワシントンD.C.は、連邦政府直轄の特別区であり、どの州にも属していない。当初は州のように2郡 (county) と2独立市に分かれていたが、現在は1つの county-equivalent である。
- アラスカ州には、自治権を持つ郡 (borough) のいずれにも属さない、広大で不連続な非自治郡 Unorganized Borough がある。そこでは国勢調査局が設定した11の統計上の市域 (census area) が county-equivalent となる。

これら全てを含むと、3142の郡と county-equivalent がある。平均すると1州あたり63である（コロンビア特別区は除外して計算）。最多・最少の州は郡のみの場合と同じである。
郡 (county) の数は、1920年代にフロリダ州が12郡を新設して以来、ほとんど増減していない。その後の増減は主に county-equivalent の増減であり、中でもバージニア州の市の増減と、アラスカ州の制度の変更である。
county-equivalent は海外領土にも存在し、本土同様に全領土をカバーする。

## 郡と市の関係
一般的に郡は複数の市町村を域内に含んでいるが、いくつかの例外がある。合併を通して、市が郡と同じ大きさになることがある。また、1つの市の市域が複数の郡にまたがることもある。例えばニューヨーク市は、ブロンクス郡、ニューヨーク郡、クイーンズ郡、キングス郡、リッチモンド郡を内包している。しかし、その場合でも郡と市の両方の行政単位を維持している。
市と郡の行政を統合し、効率化を図っている自治体もある（統合市郡という）。フロリダ州ジャクソンビルやインディアナ州インディアナポリス、カリフォルニア州サンフランシスコ、コロラド州デンバー、ハワイ州ホノルル等がその例である。いくつかの州では市町村は、郡境界線の変更無しに隣接する別の郡の市町村と合併を行うことができるようになっている。
郡ごとの行政サービスや選挙は、同じ市内であっても別々に行われる。ミシガン州では、歴史上実行されたことはほとんどないが、市は郡境界線の変更を請願することができるようになっている。

## 郡庁
交通が未発達であった時代からの伝統で、郡内に複数の郡庁が置かれている郡もある。

## 統計
アメリカ合衆国内で面積最大の郡は、アラスカ州ノーススロープ郡の229,736km2（88,695.41平方マイル）である。最小の郡はハワイ州カラワオ郡であり、31km2（11.99平方マイル）である。
county-equivalent を含むと、アラスカ州ユーコン・コユクック国勢調査地域が376,882km2（145,504.79平方マイル）で最大である。最小はバージニア州フォールズチャーチ市（独立市）であり、わずか5km2（2.0平方マイル）である。
人口が最も多い郡はカリフォルニア州ロサンゼルス郡であり、2020年の国勢調査で10,014,009人である。最少の郡はテキサス州ラヴィング郡であり、2020年で64人である。これらは county-equivalent を含めても最多・最少である。

## 州ごとの郡一覧
以下の一覧には county-equivalent を含む。
- アラバマ州
- アラスカ州
- アリゾナ州
- アーカンソー州
- カリフォルニア州
- コロラド州
- コネティカット州
- デラウェア州
- フロリダ州
- ジョージア州
- ハワイ州
- アイダホ州
- イリノイ州
- インディアナ州
- アイオワ州
- カンザス州
- ケンタッキー州
- ルイジアナ州
- メイン州
- メリーランド州
- マサチューセッツ州
- ミシガン州
- ミネソタ州
- ミシシッピ州
- ミズーリ州
- モンタナ州
- ネブラスカ州
- ネバダ州
- ニューハンプシャー州
- ニュージャージー州
- ニューメキシコ州
- ニューヨーク州
- ノースカロライナ州
- ノースダコタ州
- オハイオ州
- オクラホマ州
- オレゴン州
- ペンシルベニア州
- ロードアイランド州
- サウスカロライナ州
- サウスダコタ州
- テネシー州
- テキサス州
- ユタ州
- バーモント州
- バージニア州
- ワシントン州
- ウェストバージニア州
- ウイスコンシン州
- ワイオミング州

## 州ごとの郡の数
アメリカ南部や中西部は多くの郡を州内に抱えており、逆に西部は州の面積の割には郡の数が少ない傾向にある。ニューイングランド諸州やニュージャージー州、メリーランド州、デラウェア州は、州の面積が小さいため、郡の数が少ない。下の数は、郡と同等の行政区画の数も含んでいる。
- 254 - テキサス州
- 159 - ジョージア州
- 133 - バージニア州
- 120 - ケンタッキー州
- 115 - ミズーリ州
- 105 - カンザス州
- 102 - イリノイ州
- 100 - ノースカロライナ州
- 99 - アイオワ州
- 95 - テネシー州
- 93 - ネブラスカ州
- 92 - インディアナ州
- 88 - オハイオ州
- 87 - ミネソタ州
- 83 - ミシガン州
- 82 - ミシシッピ州
- 77 - オクラホマ州
- 75 - アーカンソー州
- 72 - ウィスコンシン州
- 67 - ペンシルベニア州
- 67 - フロリダ州
- 67 - アラバマ州
- 66 - サウスダコタ州
- 64 - ルイジアナ州
- 64 - コロラド州
- 62 - ニューヨーク州
- 58 - カリフォルニア州
- 56 - モンタナ州
- 55 - ウェストバージニア州
- 53 - ノースダコタ州
- 46 - サウスカロライナ州
- 44 - アイダホ州
- 39 - ワシントン州
- 36 - オレゴン州
- 33 - ニューメキシコ州
- 30 - アラスカ州
- 29 - ユタ州
- 24 - メリーランド州
- 23 - ワイオミング州
- 21 - ニュージャージー州
- 17 - ネバダ州
- 16 - メイン州
- 15 - アリゾナ州
- 14 - バーモント州
- 14 - マサチューセッツ州
- 10 - ニューハンプシャー州
- 8 - コネティカット州
- 5 - ハワイ州
- 5 - ロードアイランド州
- 3 - デラウェア州
- (1 - コロンビア特別区)